# Смесь (химия)
Смесь — система, состоящая из двух или более веществ (компонентов смеси). Однородную смесь называют раствором (газовым, жидким или твёрдым), а неоднородную — механической смесью. Любую смесь можно разделить на компоненты физическими методами; изменения состава компонентов смеси при этом не происходит.

## Составляющие вещества, индивидуальные вещества, чистые вещества и смеси

Классификация химических веществ по их делимости на составные части

Традиционная эмпирическая классификация веществ в химии основана на их делимости на составные части и не использует представлений атомно-молекулярной теории. В отечественной литературе принято делить химические вещества на индивидуальные (чистые) вещества (простые и соединения) и их смеси. На сегодняшний день стандартизированное определение индивидуального вещества отсутствует, поэтому в физической химии в качестве его синонима используют термин составляющее вещество, понимая под ним любое вещество, которое может быть выделено из системы и существовать вне её (иногда говорят не о составляющих веществах и независимых составляющих веществах — компонентах, — а о компонентах и независимых компонентах). Отказ от использования терминов «чистое вещество» и «индивидуальное вещество» исключает произвол, связанный с привязкой этих понятий к степени чистоты вещества и требованиям постоянства его состава и свойств.

## Классификация смесей
В зависимости от фазового состава различают:
- гомогенную смесь, представляющую собой однородную систему, химический состав и физические свойства которой во всех частях одинаковы или меняются непрерывно, без скачков (между частями системы нет поверхностей раздела). Составные части гомогенной смеси нельзя отделить друг от друга механическими методами;
- гетерогенную смесь, состоящую из однородных частей (фаз), разделённых поверхностью раздела. Фазы могут отличаться друг от друга по составу и свойствам. Составные части гетерогенной смеси можно отделить друг от друга механическими методами[23]. К гетерогенным смесям относятся, например, композиты.

Гомогенные смеси делят по агрегатному состоянию на три группы:
- газовые смеси (газовые растворы), например, атмосферный воздух;
- растворы (жидкие растворы), например, раствор сахара в воде, природная вода, нефть и нефтепродукты;
- твёрдые растворы, например, природный минерал электрум и входящий в состав углеродистых сталей аустенит.

В зависимости от агрегатного состояния компонентов в гетерогенных смесях различают:
|                | Твёрдые частицы                   | Капли жидкости   | Пузырьки газа                           |
| В твердом теле | Сплав, композит, покрытие, плёнка | Твёрдая эмульсия | Твёрдая пена, фильтр, сорбент, мембрана |
| В жидкости     | Суспензия                         | Эмульсия, крем   | Пена                                    |
| В газе         | Аэрозоль, дым, пыль               | Туман, капли     | —                                       |

## Разделение смесей

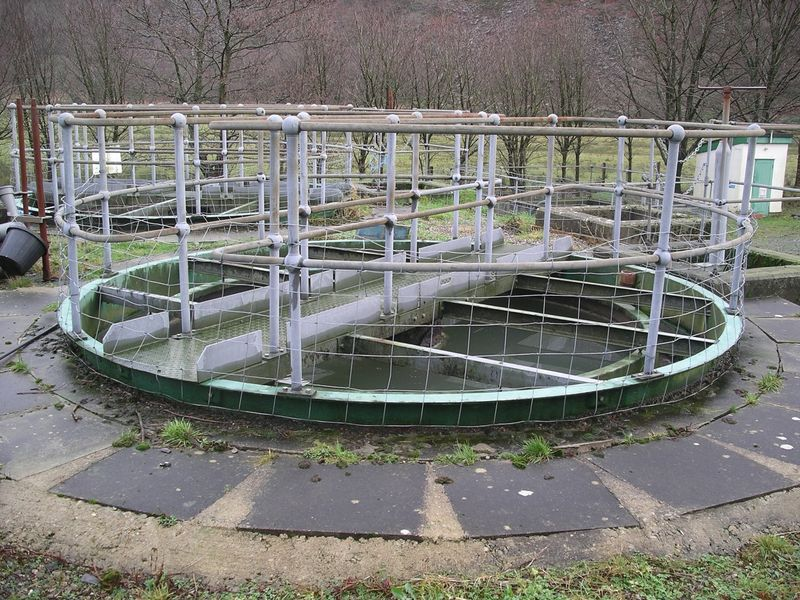
Отстойник для очистки воды от механических примесей

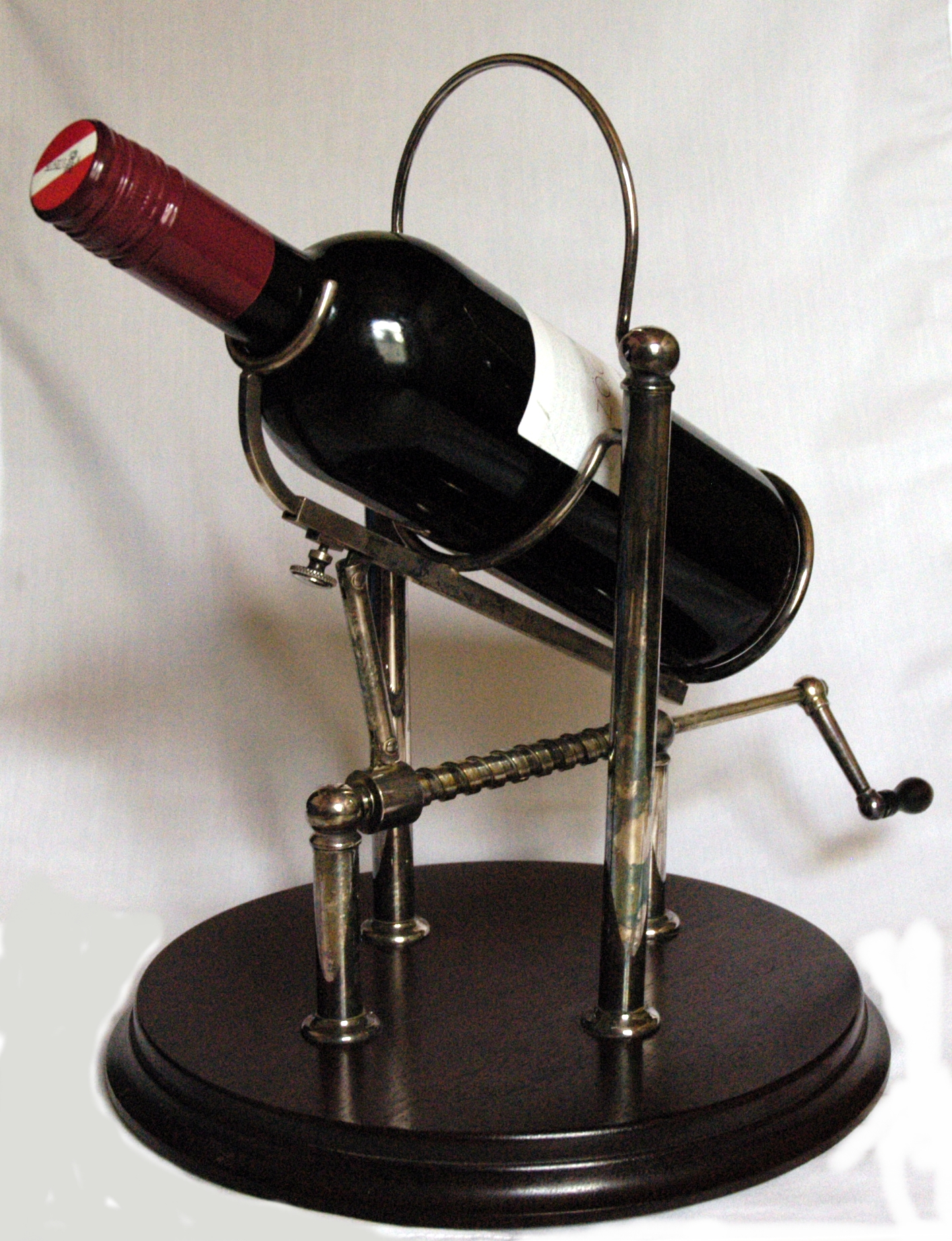
Приспособление для декантации вина

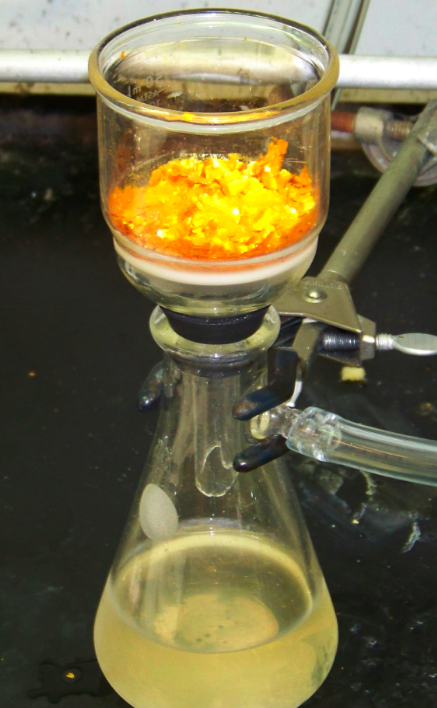
Лабораторный стеклянный пористый фильтр

Основные способы выделения веществ из неоднородной (гетерогенной) смеси:
- отстаивание;
- декантация;
- инерционная (гравитационная) сепарация;
- центрифугирование;
- фильтрование;
- флотация;
- магнитная сепарация.

Основные способы выделения веществ из однородной (гомогенной) смеси: 
- кристаллизация;
- дистилляция (перегонка);
- обратный осмос;
- сорбция;
- хроматография;
- экстракция.

## Галерея

Химическая классификация веществ по их делимости на составные части
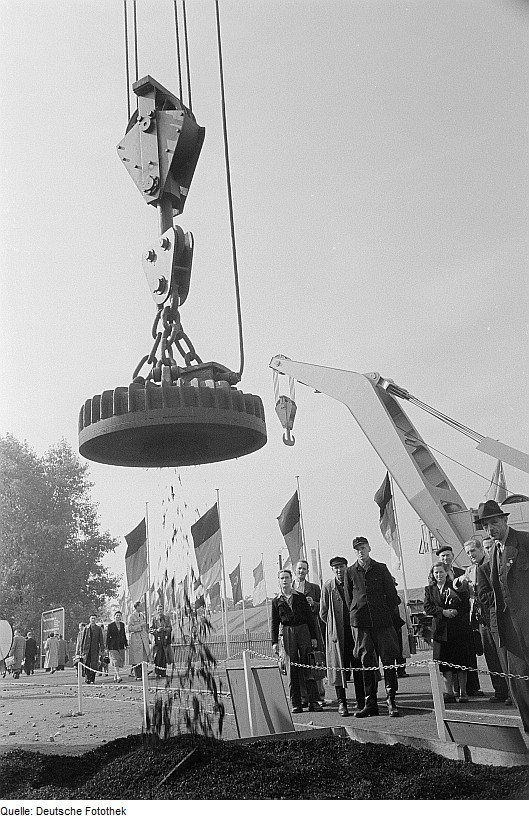
Использование электромагнита для разделения гетерогенной смеси
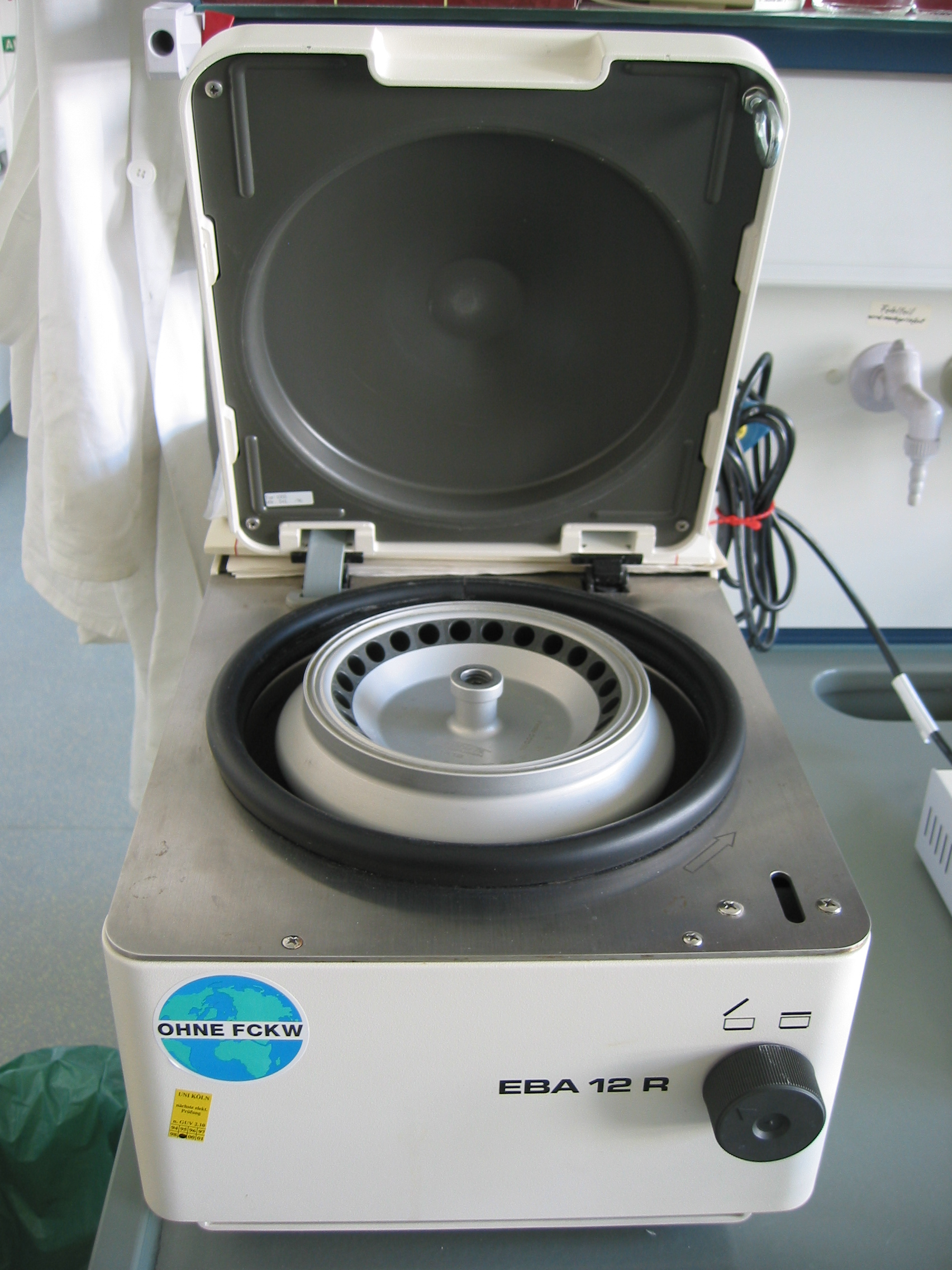
Лабораторная центрифуга
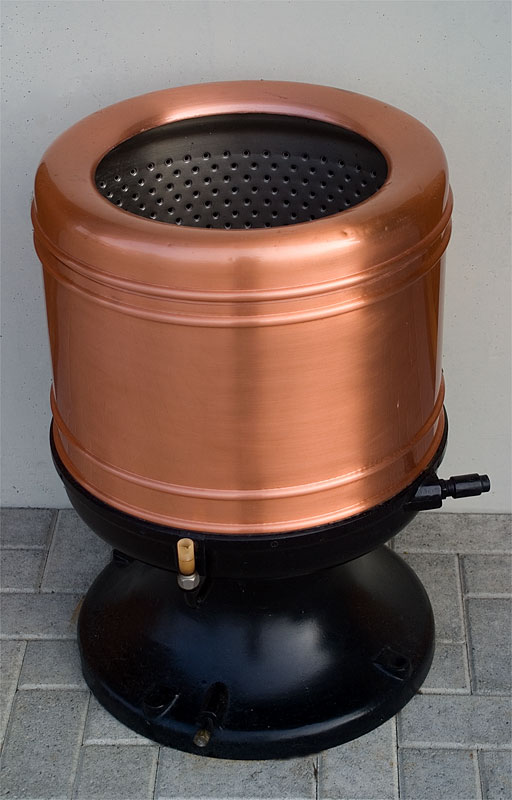
Центрифуга для отжима белья после стирки
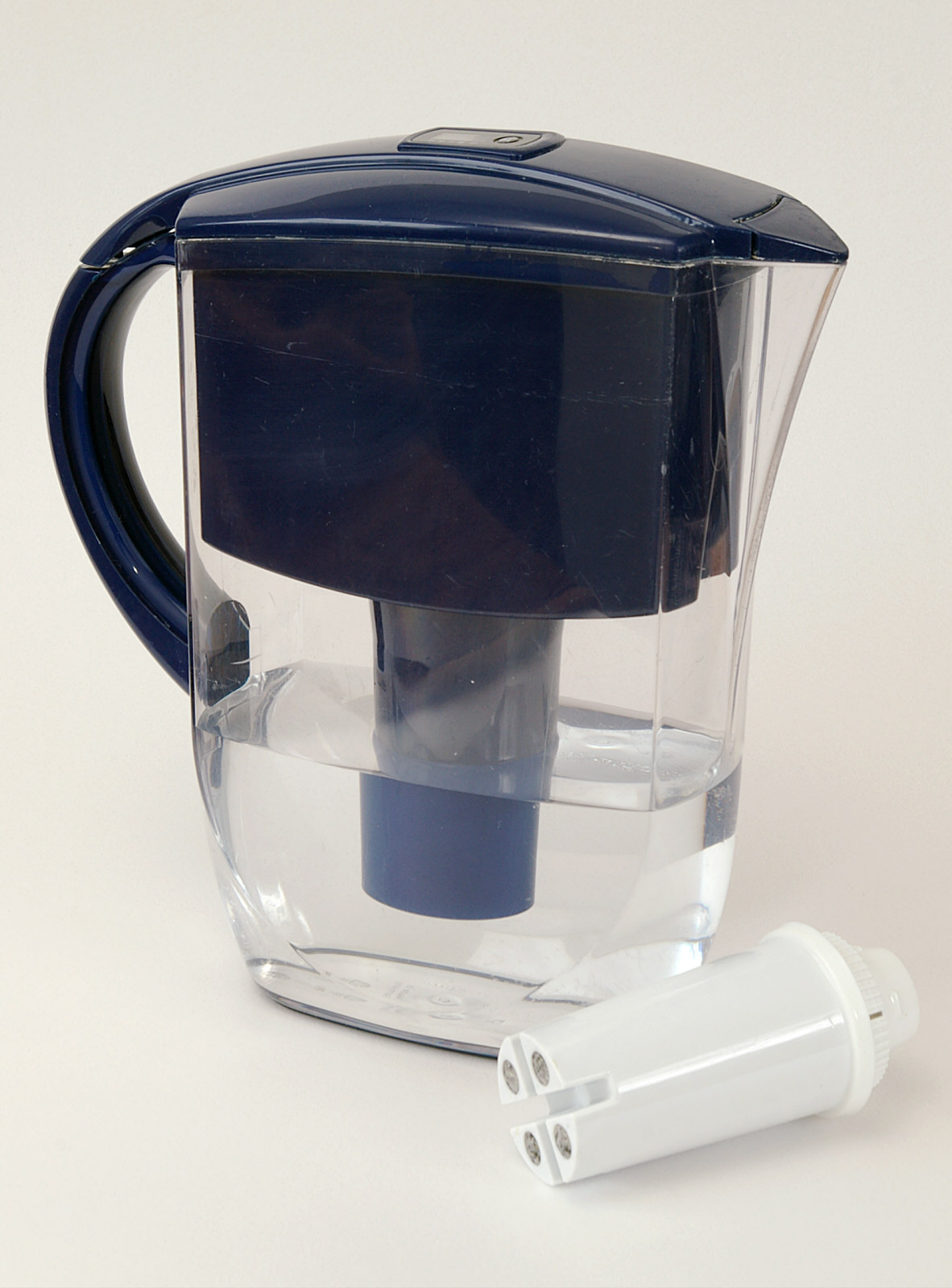
Фильтр воды для домашнего применения
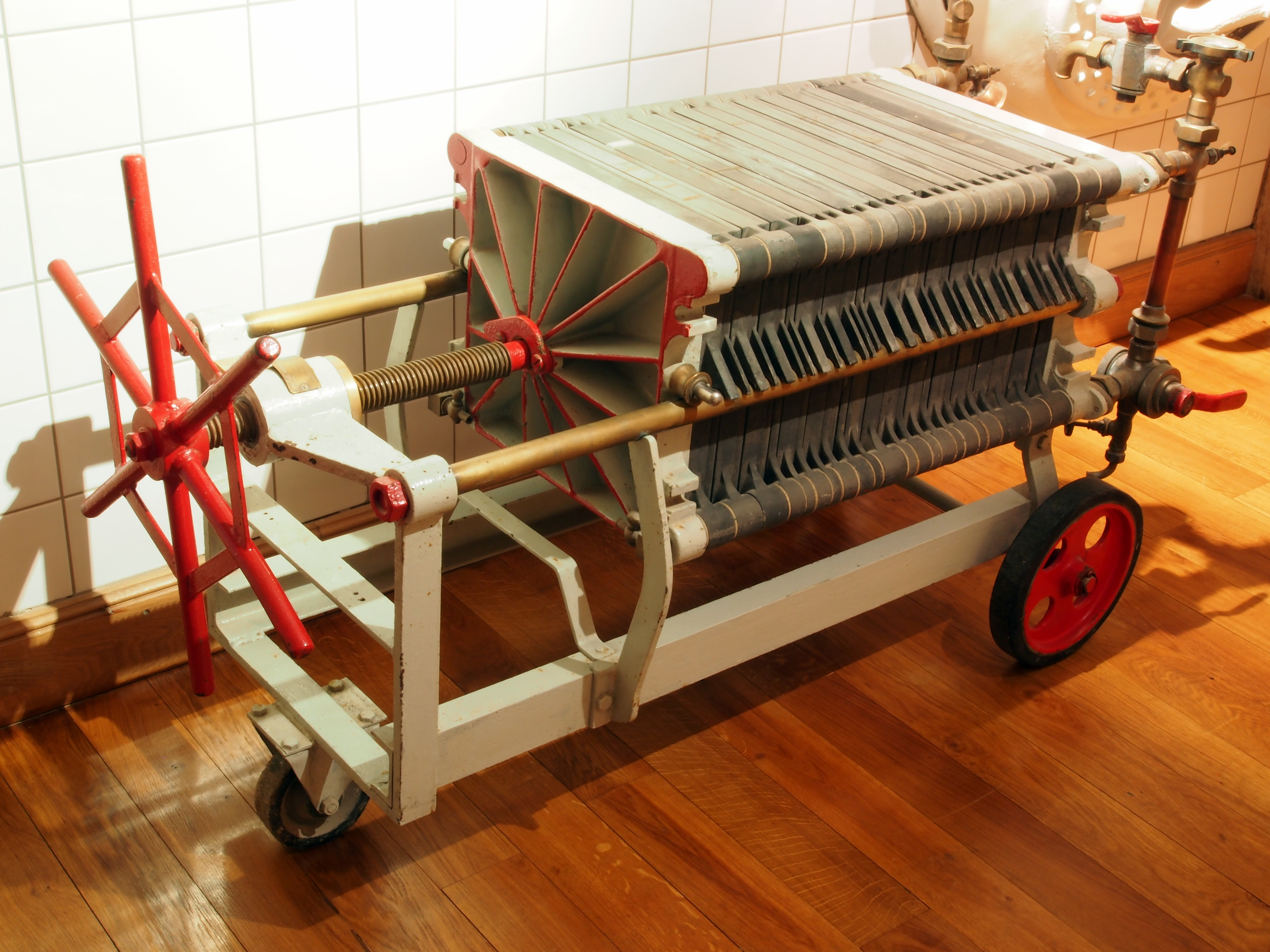
Фильтр-пресс в Европейском музее пива (Франция)
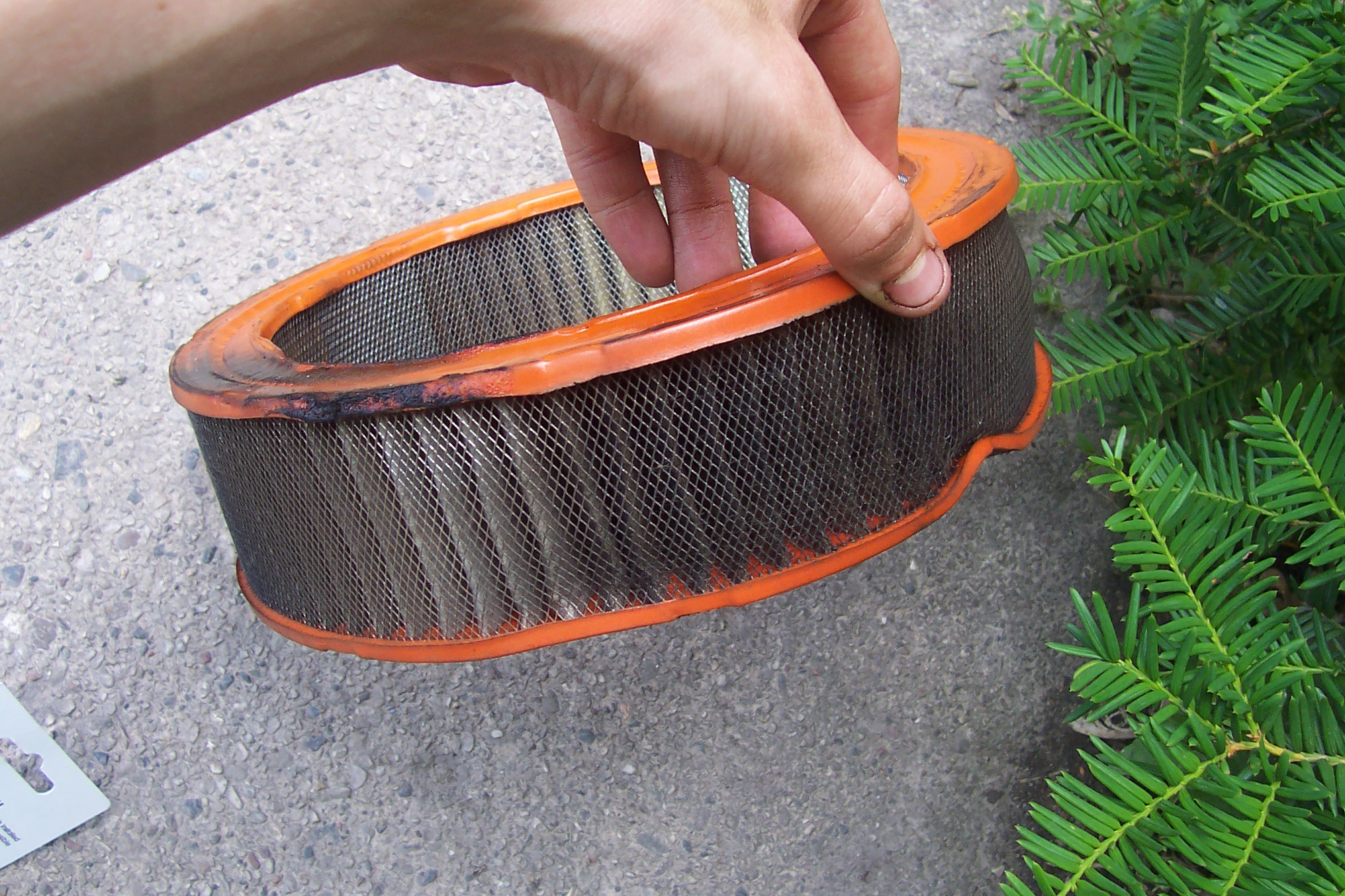
Автомобильный воздушный фильтр
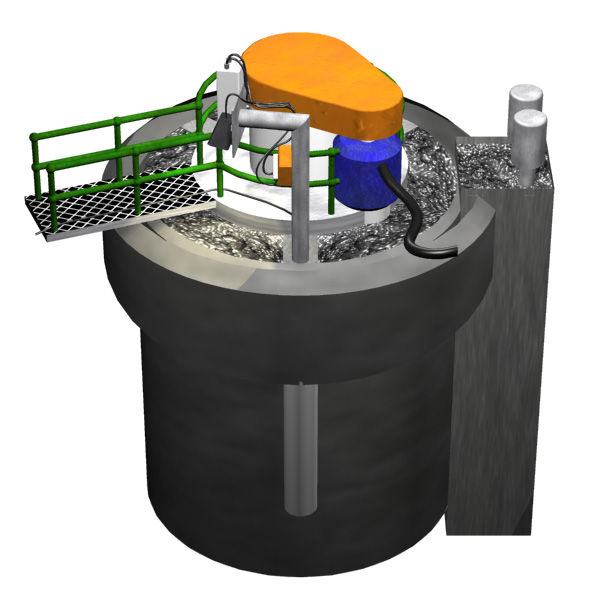
Схема цилиндрической флотационной камеры с подсветкой пены для контроля процесса
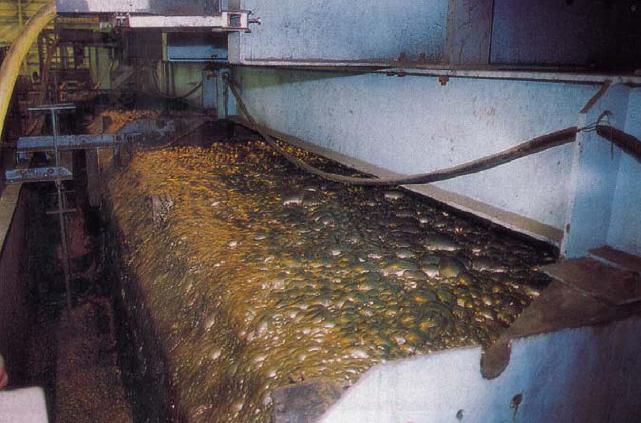
Промышленная пенная флотация медных сульфидных руд
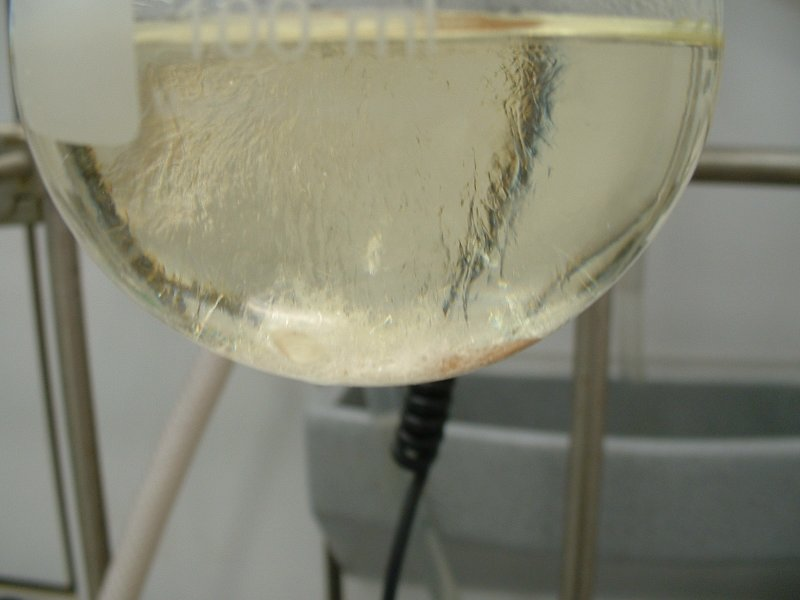
Перекристаллизация оксима бензофенона в лаборатории
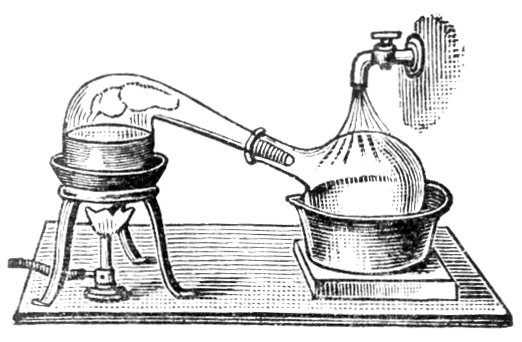
Перегонка с использованием реторты
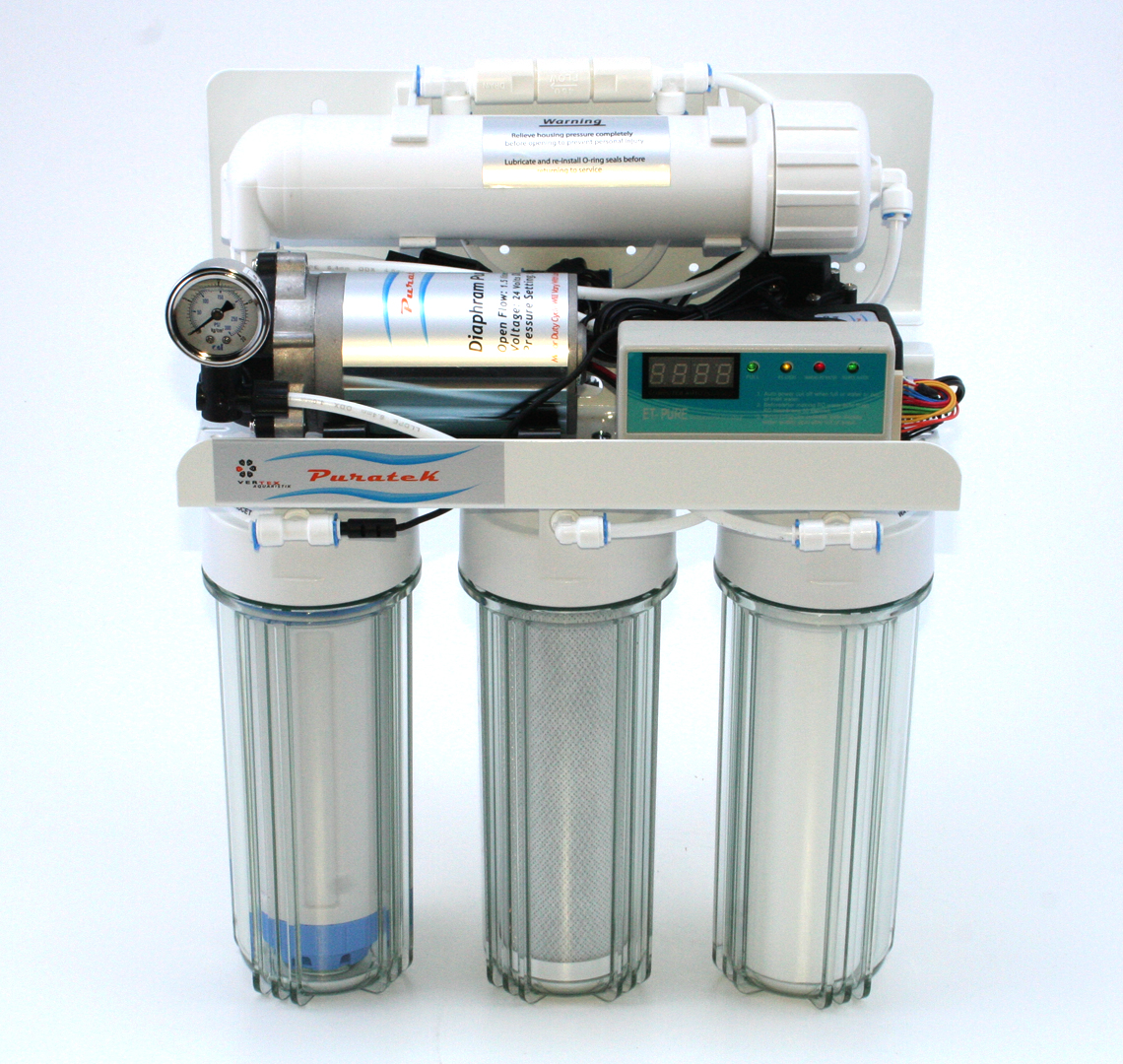
Бытовая система обратного осмоса
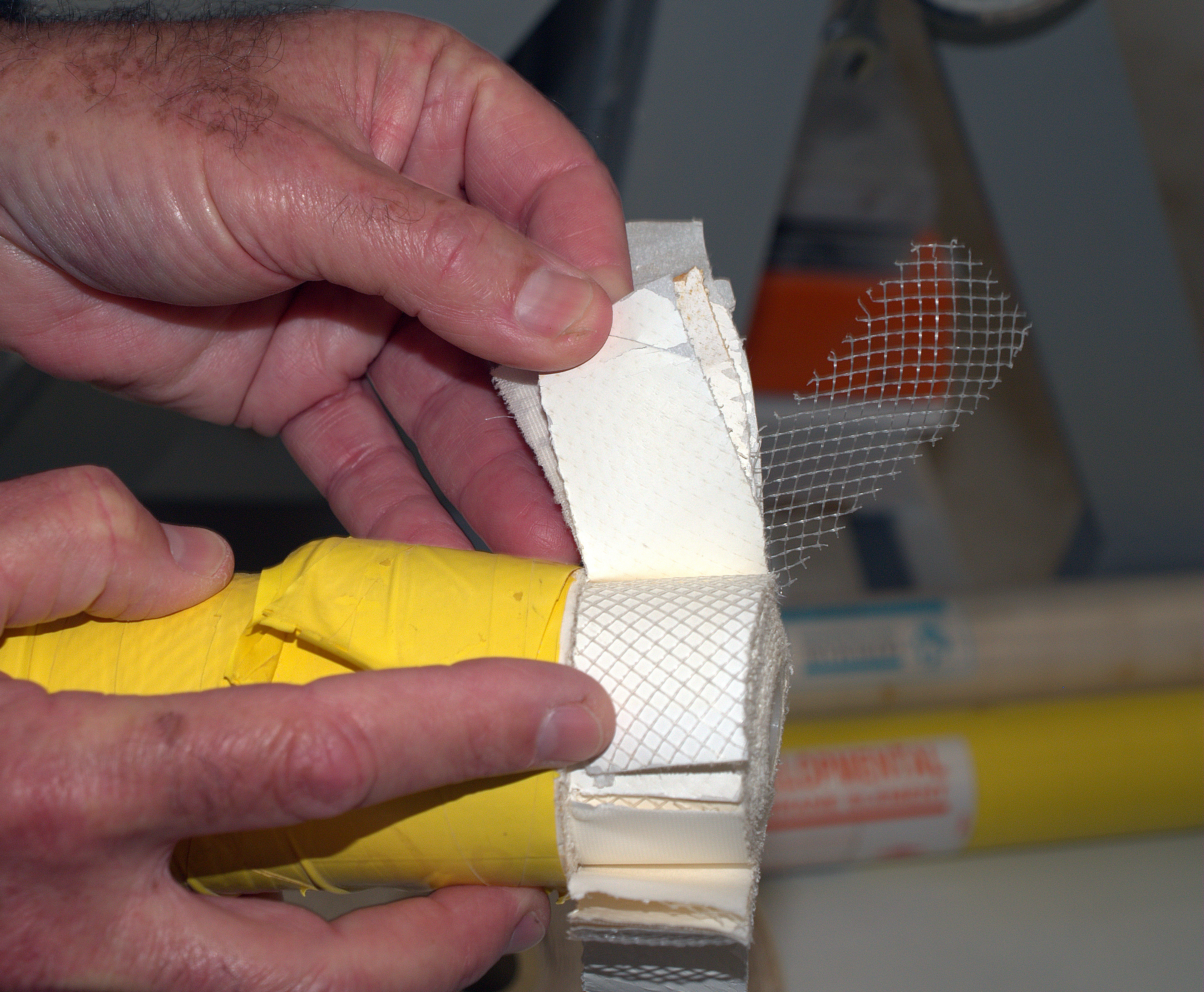
Мембраны для обратноосмотического рулонного модуля
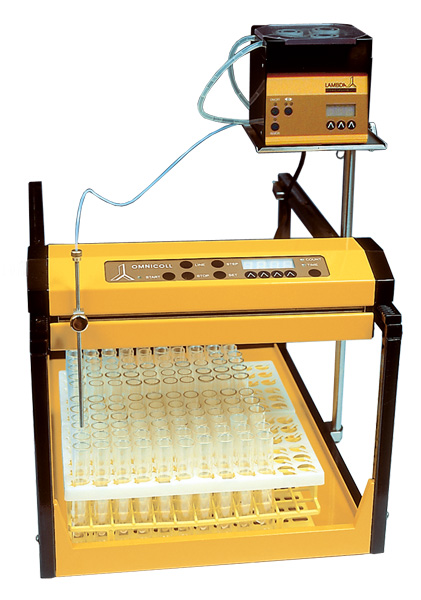
Препаративный хроматограф
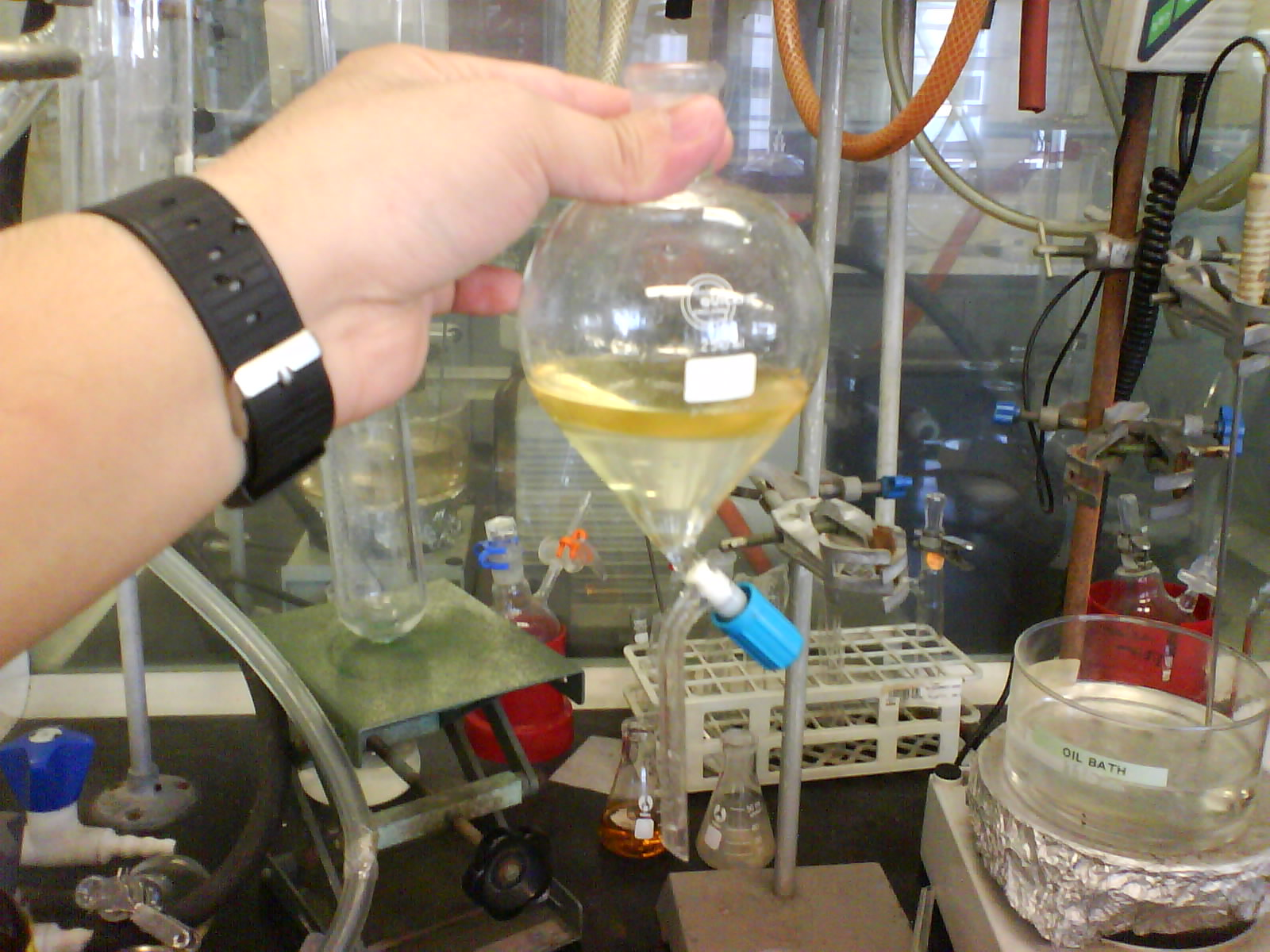
Делительная воронка для разделения систем жидкость — жидкость после экстракции